# Papiro 40

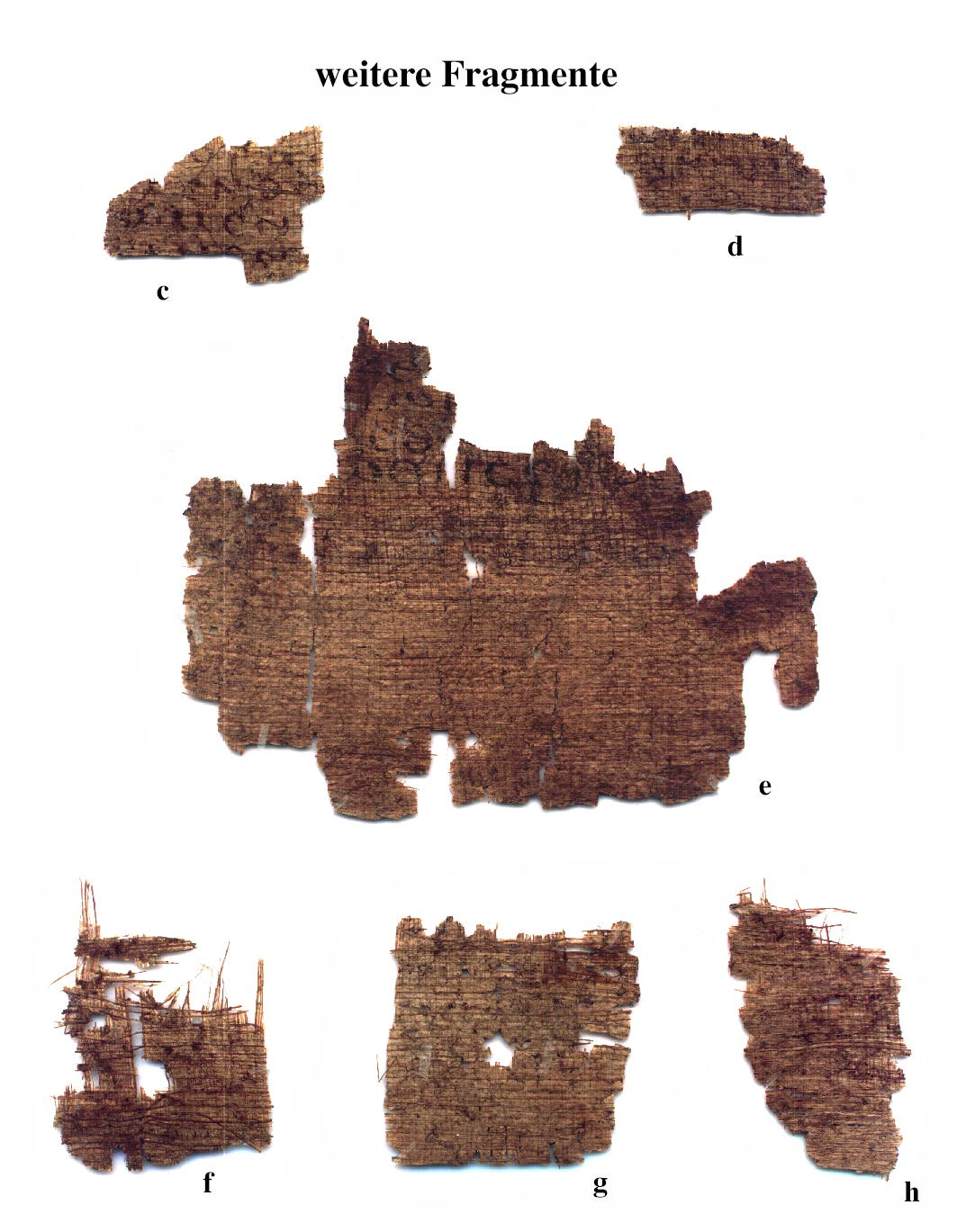
El ^{40} contiene Romanos 1:24-27; 1:31-2:3; 3:21-4:8; 6:4-5.16; 9:16-17.27.

El Papiro 40 (en la numeración Gregory-Aland), designado como {\displaystyle {\mathfrak {P}}}40, es una copia antigua de parte del Nuevo Testamento en griego koiné. El manuscrito ha sido asignado paleográficamente al siglo III. Está escrito descuidadamente.

## Descripción
Es un manuscrito en papiro de la Carta a los Romanos, contiene Romanos 1:24-27; 1:31-2:3; 3:21-4:8; 6:4-5.16; 9:16-17.27. Originalmente cada hoja tenía un tamaño de 19 por 30 cm, el texto escrito en una columna por página, 35 líneas por página de 22 a 26 caracteres en cada línea. Los nombres sagrados fueron escritos con abreviaturas.

## Texto
El texto griego de este códice es una representación del tipo textual alejandrino, más bien protoalejandrino, Aland lo nombró como un "texto libre", y lo ubicó en la Categoría I por su fecha.
Este manuscrito es más cercano al Códice Sinaítico que al Códice Alejandrino y al Vaticano.

## Historia
Los fragmentos del manuscrito fueron descubiertos en el Fayum. El texto del manuscrito fue publicado por Friedrich Bilabel en 1924, seguido de Schofield. Ernst von Dobschütz lo puso en la lista de los manuscritos del Nuevo Testamento, en el grupo de los papiros, dándole el número 40.
Bilabel fechó el manuscrito al siglo V / VI, Schofield a finales del siglo VI. Aland al siglo III. Los demás paleógrafos como Philip Comfort al siglo III. El estilo de la escritura es cercano al {\displaystyle {\mathfrak {P}}^{35}}, que originalmente se remonta al siglo séptimo, este más tarde fue redatado al siglo III.
Actualmente está guardado en la Papyrussammlung der Universität en la Universidad de Heidelberg (Inv. no. 45).

## Lectura adicional
- Friedrich Bilabel, Römerbrieffragmente, VBP IV, (Heidelberg 1924), pp. 28-31.